# بيرشيت (بيرم)
بيرشيت (بالروسية: Бершеть) هي مدينة في مقاطعة بيرم كراي في روسيا.
يبلغ عدد سكانها حوالي 3446  نسمة.